# 王正廷故居
36°03′04.2″N 120°20′41.5″E / 36.051167°N 120.344861°E
王正廷故居，或称王正廷别墅，位于中国山东省青岛市市南区山海关路11号，建于1934年，现为全国重点文物保护单位青岛八大关近代建筑的子项。

## 历史
山海关路11号最初为民国时期外交官王正廷的别墅。王正廷曾参与1919年巴黎和会中国代表团、1922年中日鲁案谈判，并任鲁案善后督办，主持北洋政府收回青岛主权事宜。1931年王正廷辞去南京国民政府外交部长职后，于1932年以“王儒记”名义领租山海关路公地一处，时任市长沈鸿烈因“王部长办理接收青岛，折冲樽俎，卓著殊勋”，在租金上给予特别优待。1933年11月申请建造时，因侧屋与主屋距离不合等原因被要求修改设计，1934年4月获得营造执照，由建筑师陈其信、陈泰俊设计，青岛同利工厂承建，1934年7月开工，同年11月完工，建筑费用15000元。
有资料称该楼后来由空军青岛疗养院使用。2001年6月25日，该楼列入第五批全国重点文物保护单位青岛八大关近代建筑子项。2014年，该建筑列入青岛市第二批名人故居名单。

## 建筑特色
山海关路11号建筑面积326平方米，砖石木结构，地上2层，带阁楼。外墙石砌基座，各立面开矩形门窗，底部条石窗台。南立面一层设门廊，双柱支撑，上方二层为露台，现已加建砖柱支撑的钢混顶棚。屋顶为两处红瓦四坡屋顶互相连接而成，局部开老虎窗。